# Ouro Preto
Ouro Preto er en by i delstaten Minas Gerais i Brasilien. Byen har 74.558 (2020) indbyggere.